# Arquieparquia de Winnipeg
A Arquieparquia de Winnipeg (Archieparchia Vinnipegensis) é uma Arquieparquia da Igreja Greco-Católica Ucraniana, sendo localizada na província de Manitoba no Canadá. Foi fundada em 1912 pelo Papa Pio X. Originalmente foi estabelecido como sendo Exarcado Apostólico do Canadá, sendo elevada à condição de Arquieparquia em 15 de junho de 1956. Com uma população católica de 4.283, possui 92 paróquias com dados de 2018.

## História
A Arquieparquia de Winnipeg foi criada em 1912 pelo Papa Pio X. Originalmente foi denominada como sendo Exarcado Apostólico do Canadá. Em 1948 perde território para a criação do Exarcado Apostólico do Canadá Oriental e do Exarcado Apostólico do Canadá Ocidental, tendo seu nome alterado para Exarcado Apostólico do Canadá Central. Em 1951 o Exarco perde território para a criação do Exarcado Apostólico de Saskatoon, tendo novamente seu nome alterado, dessa vez para Exarcado Apostólico de Manitoba. Por fim em 1956 o Exarcado de Manitoba foi elevado a condição de Arquieparquia, sendo denominada com o nome atual de Arquieparquia de Winnipeg. Desde sua fundação em 1912 a Arquieparquia pertence a Igreja Greco-Católica Ucraniana com o rito bizantino. 

## Lista de arquieparcas
A seguir uma lista de arquieparcas desde a criação do Exarco em 1912. Em 1956 foi elevada à condição de Arquieparquia. 
|              | Nome                             | Período      | Notas                       |
| Arquieparcas | Arquieparcas                     | Arquieparcas | Arquieparcas                |
| ------------ | -------------------------------- | ------------ | --------------------------- |
| 3º           | Lawrence Daniel Huculak, O.S.B.M | 2006 -atual  |                             |
| 2º           | Michael Bzdel, C.Ss.R            | 1992 - 2006  |                             |
| 1º           | Maxim Hermaniuk, C.Ss.R          | 1956 - 1992  |                             |
| Exarcas      |                                  |              |                             |
| 3º           | Maxim Hermaniuk, C.Ss.R          | 1956 - 1956  | Mais tarde como Arquieparca |
| 2º           | Basile Vladimir Ladyka, O.S.B.M  | 1929 - 1956  |                             |
| 1º           | Mykyta Budka                     | 1912 - 1927  |                             |